# ژدسون
ژدسون رودریگس دا سیلوا (پرتغالی: Jádson Rodrigues da Silva؛ زادهٔ ۵ اکتبر ۱۹۸۳) که عموماً با نام ژدسون شناخته می‌شود، بازیکن فوتبال حرفه‌ای اهل برزیل است که به عنوان هافبک هجومی در باشگاه فوتبال کورینتیانس در مسابقه قهرمانی سری آ برزیل بازی می‌کند.
از باشگاه‌هایی که در آن بازی کرده‌است می‌توان به اتلتیکو پارانائنزه ،شاختار دونتسک، سائوپائولو کورینتیانس و تیانجین چوانجیان اشاره کرد.
این بازیکن همچنین بین سال‌های ۲۰۱۱ تا ۲۰۱۳، ۸ بار برای، تیم ملی فوتبال برزیل به میدان رفته‌است و طی این مدت ۱ گل به ثمر رسانده‌است.